# Javier Beirán
Javier Beirán Amigo, né le 22 mai 1987, à Madrid, Madrid, est un joueur espagnol de basket-ball. Il évolue au poste d'ailier.

## Biographie

### Carrière professionnelle

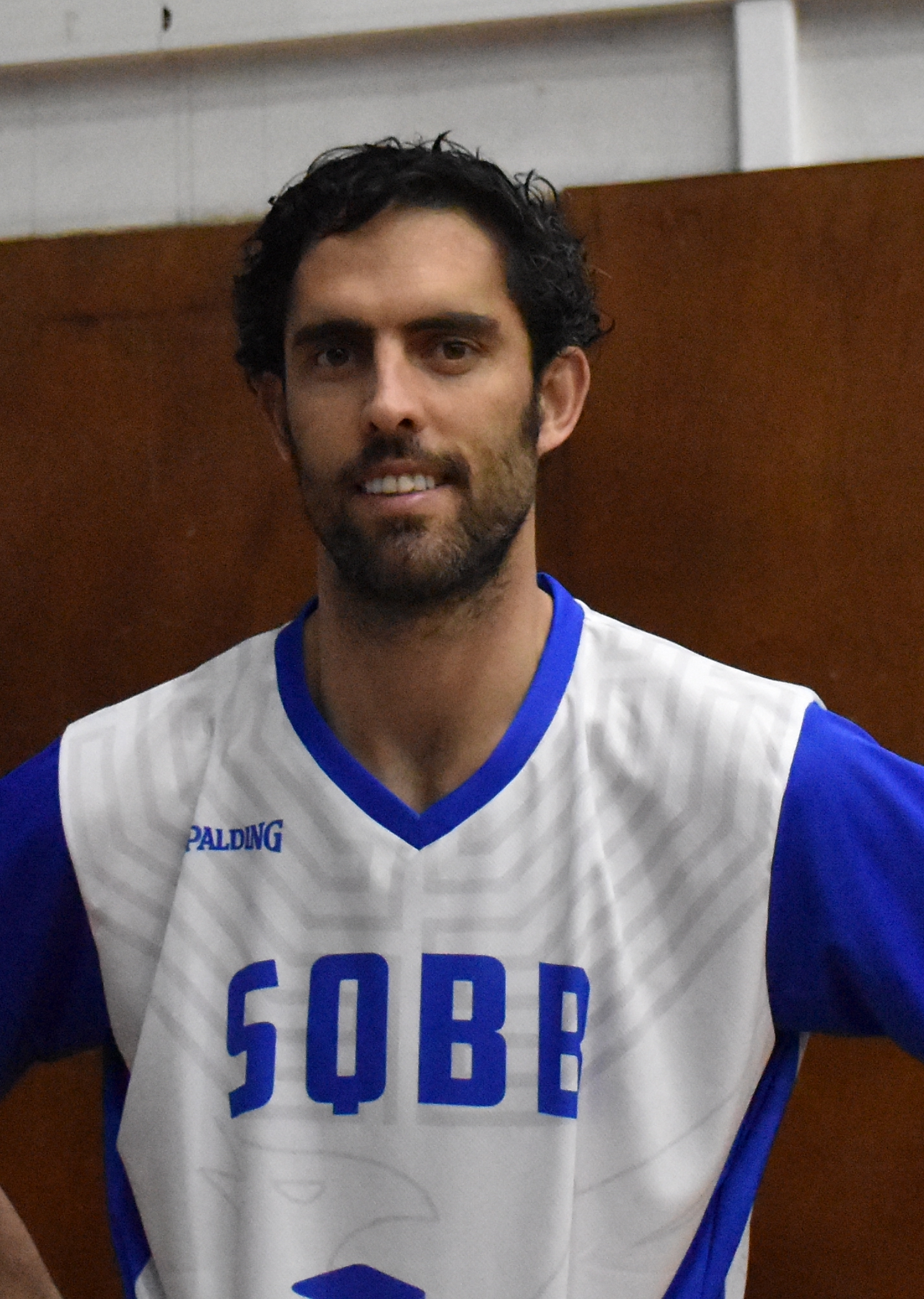
Javier Beiran à Saint-Quentin en 2023.

Le 8 août 2014, il signe au CB Canarias.
Le 30 avril 2017, Beirán remporte la ligue des champions avec le CB Canarias.
Le 4 juillet 2018, Beirán  re-signe avec le CB Canarias jusque 2020.
Le 28 juin 2019, Beirán retourne au CB Gran Canaria qu'il avait quitté en 2014.
Le 6 février 2023, Beirán rejoint sa première équipe à l'étranger, le Saint-Quentin Basket-Ball

### Sélection nationale
Beirán joué avec l'équipe nationale espagnole des moins de 20 ans lors du Championnat d'Europe U20 2007, où il termine à la 4e place de la compétition.
Entre le 31 août et le 16 septembre 2019, il participe à la Coupe du monde 2019. Son équipe remporte le titre de champion du monde en s'imposant contre l'Argentine.

## Palmarès

### Sélection nationale
- Médaillé d'or à la Coupe du monde 2019

### En club
- Vainqueur de la Ligue des Champions : 2017
- Vainqueur de la coupe FIBA Intercontinental : 2017
- Champion de Pro B saison  2022-2023 avec Saint-Quentin Basket-Ball

## Vie privée
Javier Beirán est le fils de José Manuel Beirán, basketteur qui a remporté la coupe d'Europe des clubs champions 1980 avec le Real Madrid.